# Łomka zachodnia
Łomka zachodnia (Narthecium ossifragum Huds.) – gatunek rośliny wieloletniej z rodziny łomkowatych. 

## Rozmieszczenie i środowisko
Zasięg obejmuje zachodnią i północno-zachodnią Europę. W Polsce nie występuje – w 1890 gatunek wymieniony został błędnie z Doliny Kościeliskiej w Tatrach.
Rośnie na mokrych wrzosowiskach i torfowiskach, głównie na terenach nizinnych.

## Morfologia i biologia

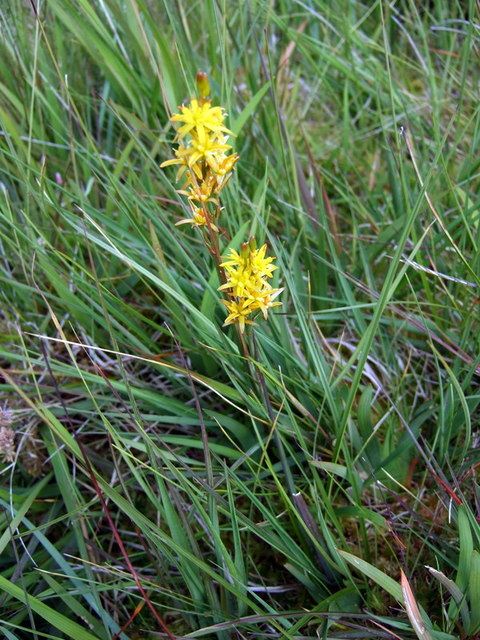
Pokrój

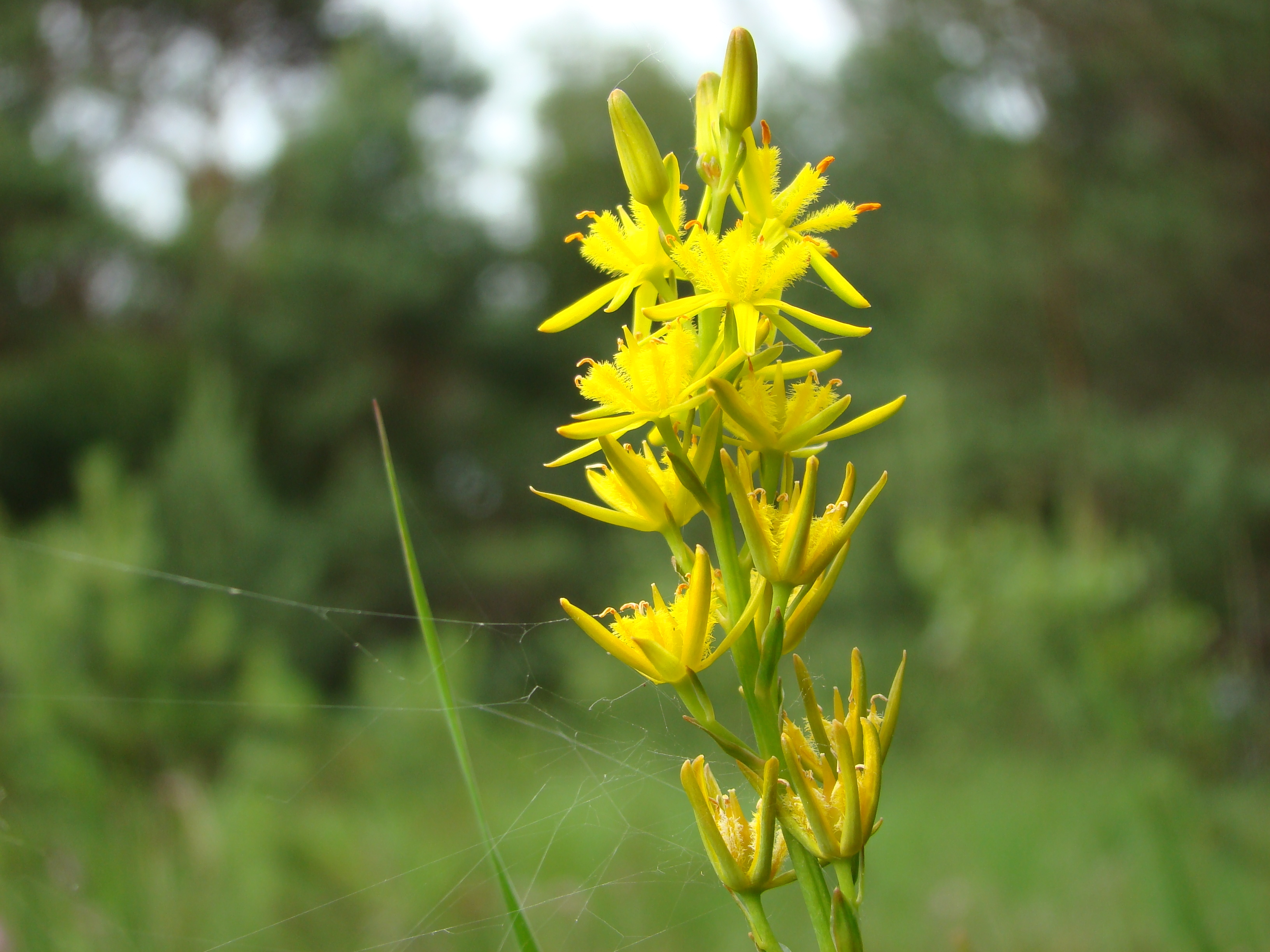
Kwiaty

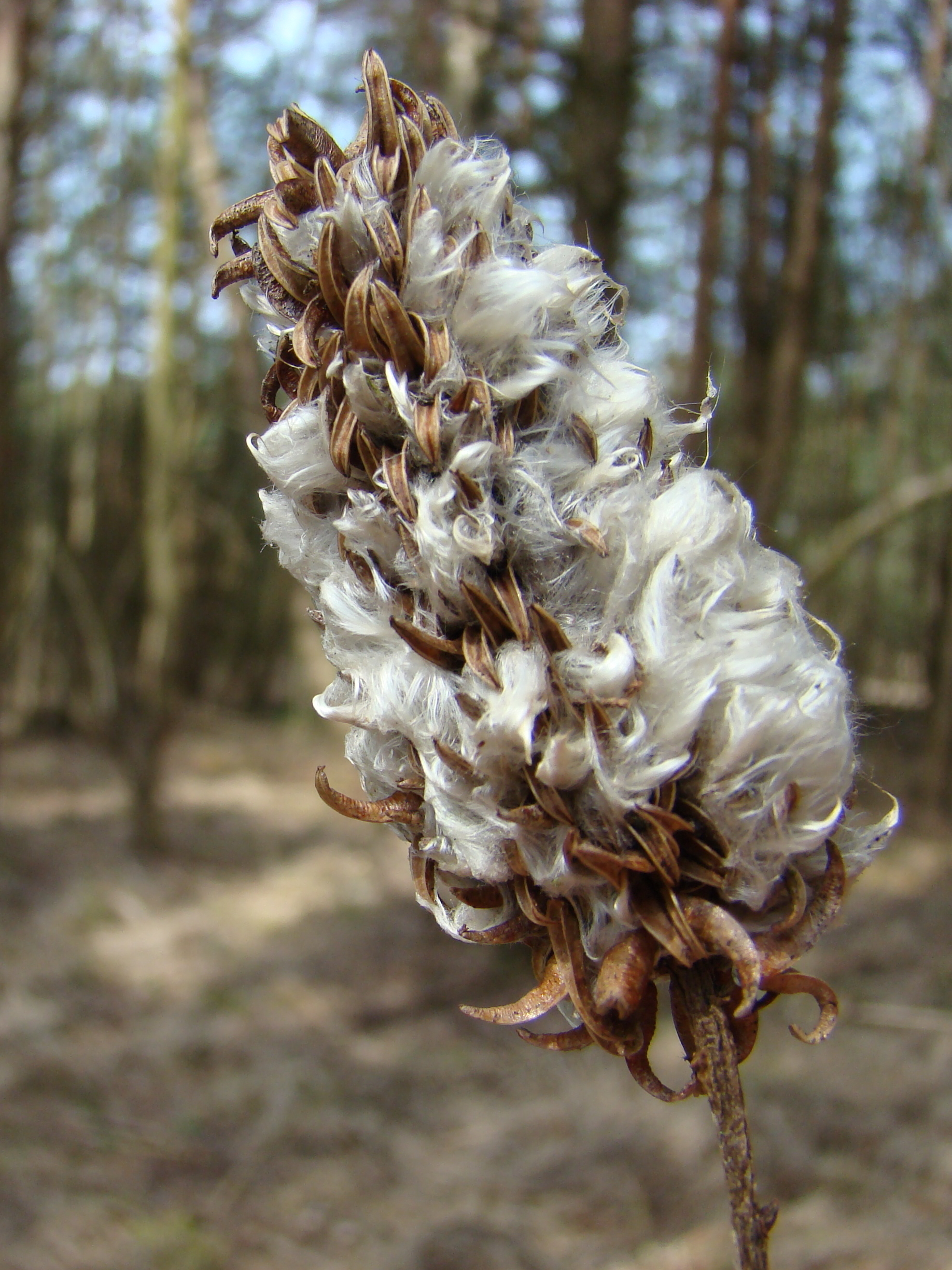
Owoce

PokrójŁodyga wzniesiona, wysokość do 30 cm.
LiścieOdziomkowe wygięte, mieczowate lub równowąskie, o długości do 30 cm. Liście łodygowe znacznie krótsze wyrastające wraz z łodygą z kłączy.
KwiatyŻółte, tworzące luźną wiechę o długości od 5 do 8 cm, w jej skład wchodzi do 25 pojedynczych kwiatów. Kwitnie od lipca do sierpnia.